# Táska, Somogy
Táska  este un sat în districtul Marcal, județul Somogy, Ungaria, având o populație de 436 de locuitori (2011). 

## Demografie
Componența etnică a satului Táska
     Maghiari (78,96%)
     Romi (21,04%)
Componența confesională a satului Táska
     Romano-catolici (83,03%)
     Necunoscută (16,97%)
Conform recensământului din 2011, satul Táska avea 436 de locuitori. Din punct de vedere etnic, majoritatea locuitorilor (78,96%) erau maghiari, cu o minoritate de romi (21,04%).  Din punct de vedere confesional, majoritatea locuitorilor (83,03%) erau romano-catolici. Pentru 16,97% din locuitori nu este cunoscută apartenența confesională.